# Silvester Škerl
Silvester Škerl, slovenski prevajalec, igralec, založnik in pesnik, * 10. junij 1903, Trst, Avstro-Ogrska, † 28. marec 1974, Ljubljana, Slovenija.
Rodil se je očetu Ivanu in materi Genovefi (roj. Cerkvenik) ter se šolal v rojstnem kraju. Po gimnaziji se je leta 1919 pridružil gledališki skupini Milana Skrbinška. Naslednje leto je bil premeščen v Ljubljansko Dramo in se po tistem selil med gledališči v Ljubljani, Mariboru ter Varaždinu. Pol leta se je izpopolnjeval tudi na visoki šoli za dramsko umetnost v Nemčiji, med služenjem vojaškega roka v Milanu in Novari (1923) pa je vodil skupino »La compagnia dell' ucello azzuro« (Druščina sinjega ptiča). Leta 1925 se je preselil v Ljubljano, kjer je najprej delal kot uradnik pri trgovskem podjetju Ivana Kneza in nato kot knjižni tajnik Jugoslovanske knjigarne, za katero je zasnoval več knjižnih zbirk, samostojno pa je ustanovil Akademsko založbo z dvema knjigarnama. Po drugi svetovni vojni je na Kidričevo pobudo organiziral delovanje Cankarjeve založbe in Slovenskega knjižnega zavoda ter pri obeh deloval kot urednik. Leta 1950 je postal referent za tisk pri Slovenski akademiji znanosti in umetnosti, 1953 se je zaposlil pri Metalurškem inštitutu in 1969 pri Zvezi inženirjev in tehnikov, kjer je deloval do upokojitve.
Znan je predvsem po svoji prevajalski dejavnosti, zlasti po drugi svetovni vojni, ko je prevajal dela avtorjev, kot so Alexandre Dumas, Hans Hellmut Kirst, Miroslav Krleža in Stendhal. Ustvaril je tudi nekaj prevodov v druge jezike, predvsem Cankarja (Lepa Vida v italijanščino, Pohujšanje v dolini šentflorjanski v nemščino). Kot založnik je načrtno skrbel za izdajo izvirnih strokovnih objav s področja slovenske kulturne zgodovine.